# Ziziphus spina-christi
Ziziphus spina-christi is een soort behorend tot de wegedoornfamilie (Rhamnaceae). Het is een groenblijvende doornige struik of boom die laag vanaf de stam begint te vertakken. De boom heeft een dichte verwarde kroon en kan tot 18 meter hoog worden, maar is meestal aanzienlijk kleiner. De korte stam kan een diameter van 60 centimeter hebben. De soort staat op de Rode Lijst van de IUCN geklasseerd als 'niet bedreigd'.
De soort komt voor in Noord-Afrika, West-Azië en Zuid-Azië, van Mauritanië tot in Pakistan. Het is een boom met een lager bladerdak die groeit in droge bossen in lage gebieden en verder in hooglanden tussen 1550 en 2150 meter. In de hooglanden groeit de boom in bergachtig naaldbos en in graslanden.
De plant wordt lokaal in het wild geoogst voor gebruik als voedsel, medicijnen en materialen. De vruchten kunnen zowel vers, gedroogd als gekookt worden gegeten. Deze melige vrucht heeft een aangename en zuurachtige smaak, die een beetje lijkt op gedroogde appels. Van verkoolde dorens wordt een poeder gemaakt die als tegengif gebruikt wordt bij slangenbeten. De wortels worden gebruikt om hoofdpijn te behandelen. De bladeren kunnen nadat ze gekookt zijn op wonden worden gelegd. Het rode of donkerbruine hout wordt gebruikt voor het maken van kasten, gereedschapsstelen, palen en meubels.